# Seznam představitelů Komor
Toto je seznam nejvyšších představitelů Komor:
- 6. 7. 1975 – 7. 7. 1975 – Ahmed Abdallah Abderemane – předseda vlády; UDC
- 7. 7. 1975 – 3. 8. 1975 – Ahmed Abdallah Abderemane – hlava státu; UDC
- 3. 8. 1975 – 10. 8. 1975 – Said Mohamed Jaffar – předseda Národní rady revoluce; UNF
- 10. 8. 1975 – 3. 1. 1976 – Said Mohamed Jaffar – předseda Národní výkonné rady; UNF
- 3. 1. 1976 – 28. 10. 1977 – Ali Soilih Mtsashiwa – hlava státu; RDCP
- 28. 10. 1977 – 13. 5. 1978 – Ali Soilih Mtsashiwa – prezident; RDPC
- 13. 5. 1978 – 23. 5. 1978 – Said Atthoumani – předseda politicko-vojenského direktorátu; UNF
- 23. 5. 1978 – 22. 7. 1978 – Ahmed Abdallah Abderemane, Mohamed Ahmed – spolupředsedové politicko-vojenského direktorátu; UDC
- 22. 7. 1978 – 3. 10. 1978 – Ahmed Abdallah Abderemane, Mohamed Ahmed – spolupředsedové direktorátu; UDC
- 3. 10. 1978 – 25. 10. 1978 – Ahmed Abdallah Abderemane – předseda direktorátu; UCP
- 25. 10. 1978 – 26. 11. 1989 – Ahmed Abdallah Abderemane – prezident; UCP
- 26. 11. 1989 – 27. 11. 1989 – Haribon Chebani – prozatímní prezident; UCP
- 27. 11. 1989 – 20. 3. 1990 – Said Mohamed Djohar – úřadující prezident, UCP
- 20. 3. 1990 – 29. 9. 1995 – Said Mohamed Djohar – prezident; UCP, RDR
- 29. 9. 1995 – 2. 10. 1995 – Ayouba Combo – koordinátor Přechodného vojenského výboru; voj.
- 2. 10. 1995 – 5. 10. 1995 – Mohamed Taki Abdoulkarim (UNDC), Said Ali Kemal (CHUMA) – úřadující prezidenti
- 5. 10. 1995 – 26. 1. 1996 – Caabi El-Yachroutu Mohamed – prozatímní prezident; RDR
- 26. 1. 1996 – 25. 3. 1996 – Said Mohamed Djohar – prezident; RDR
- 25. 3. 1996 – 6. 11. 1998 – Mohamed Taki Abdoulkarim – prezident; RND
- 6. 11. 1998 – 30. 4. 1999 – Tadjidine Ben Said Massounde – prozatímní prezident; bezp.
- 30. 4. 1999 – 6. 5. 1999 – Azali Assoumani – náčelník štábu Národní armády rozvoje; voj.
- 6. 5. 1999 – 21. 1. 2002 – Azali Assoumani – hlava státu; voj.
- 21. 1. 2002 – 26. 5. 2002 – Hamada Madi „Boléro“ – prozatímní prezident; PRC
- 26. 5. 2002 – 26. 5. 2006 – Azali Assoumani – prezident; CRC
- 26. 5. 2006 – 26. 5. 2011 – Ahmed Abdallah Mohamed Sambi – prezident; BM
- 26. 5. 2011 – 26. 5. 2016 – Ikililou Dhoinine – prezident; BM
- 26. 5. 2016 – 3. 2. 2019 – Azali Assoumani – prezident; CRC
- 3. 2. 2019 – 26. 5. 2019 – Moustadroine Abdou – prozatímní prezident; CRC
- od 26. 5. 2019 – Azali Assoumani – prezident; CRC